# Drago Jančar

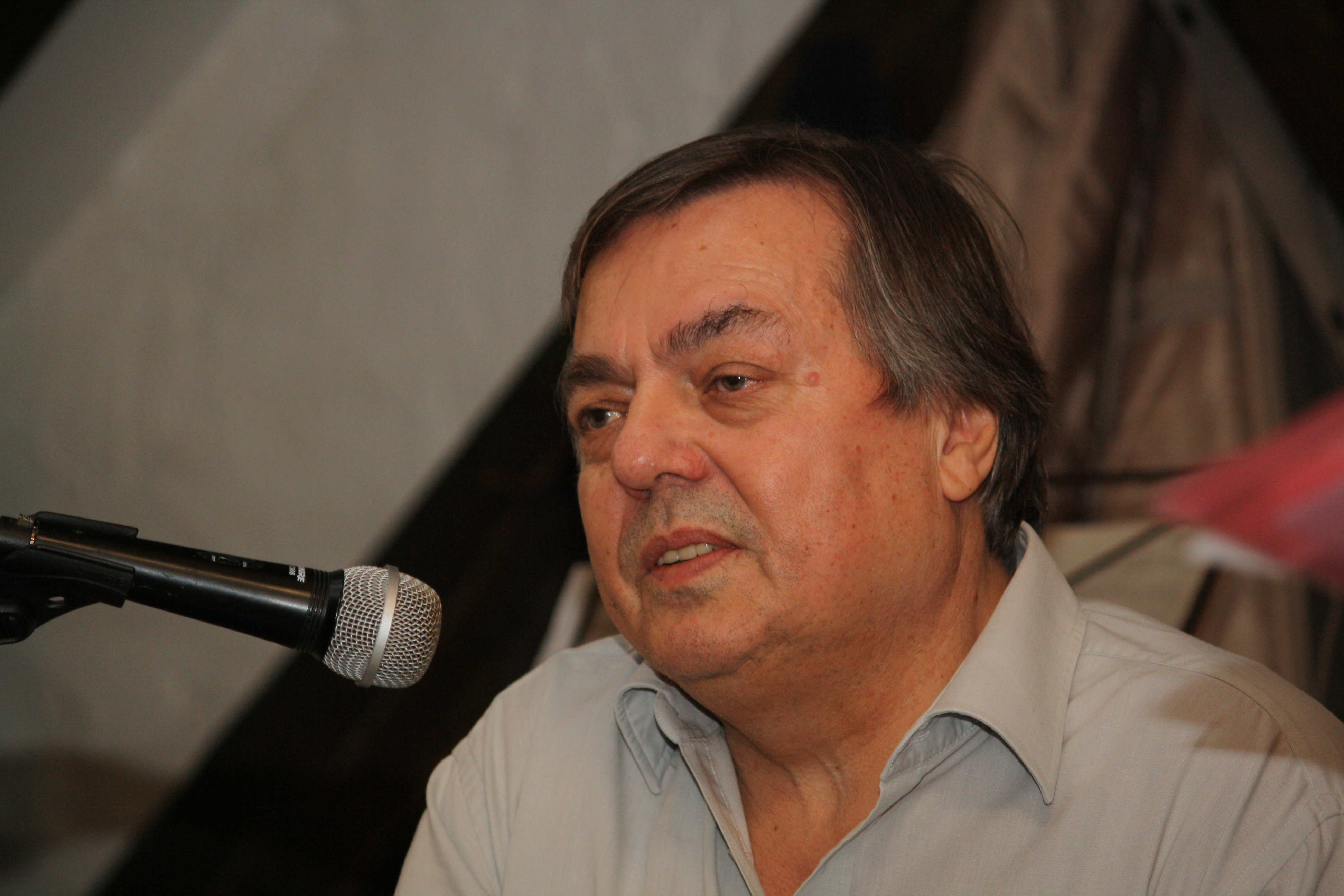
Drago Jančar

Drago Jančar (n. 13 aprilie 1948, Maribor, Republica Socialistă Slovenia, RSF Iugoslavia) este considerat unul dintre cei mai importanți scriitori sloveni contemporani. În 1974 a fost închis în Iugoslavia comunistă pentru „propagandă inamică” și „neascultare jurnalistică”.

## Premii
Jančar a fost distins în 1993 cu Premiul Prešeren, cel mai important premiu literar din Slovenia, în 1994 cu Premiul european pentru proză scurtă, în 2007 cu Premiul Jean Améry pentru eseuri. În 1998, romanul Zvenenje v glavi a fost onorat ca fiind cel mai bun roman sloven al anului cu Premiul Kresnik. În 2011, Jančar a primit premiul european pentru literatură pentru întreaga sa operă.

## Opere (selecție)
Drago Jančar este autorul a numeroase romane, povești și drame. Eseurile sale apar în reviste internaționale.

### Romane
- Petintrideset stopinj, 1974
- Galjot, 1978
- Severni sij, 1984
- Pogled angela, 1992
- Posmehljivo poželenje, 1993
- Zvenenje v glavi, 1998
- Katarina, pav in jezuit, 2000
- Graditelj, 2006
- Drevo brez imena, 2008
- To noč sem jo videl, 2010
- In ljubezen tudi, 2017

### Povestiri
- Disident Arnož in njegovi, 1982
- Veliki briljantni valček, 1985
- Vsi tirani mameluki so hud konec vzeli ..., 1986
- Daedalus, 1988
- Klementov padec, 1988
- Zalezujoč Godota, 1988
- Halštat, 1994
- Severni sij, 2005
- Niha ura tiha, 2007

### Eseuri
- Razbiti vrč, 1992
- Egiptovski lonci mesa, 1994
- Brioni, 2002
- Duša Evrope , 2006

## Opere traduse în limba română
- Azi-noapte am văzut-o (titlul original To noč sem jo videl), Editura Casa Cărții de Știință, traducere de Paula Braga Šimenc, 2014, ISBN 978-606-17-0535-1